# Stjärnsund
Stjärnsund er en by i Hedemora kommun i Dalarnas län i Sverige. Den har et indbyggertal på 169 (2023) indbyggere.